# بربامین
بربامین (به انگلیسی: Berbamine) با فرمول شیمیایی C۳۷H۴۰N۲O۶ یک داروی بلوک‌کننده کانال کلسیم با شناسه پاب‌کم ۱۰۱۷۰ است. که جرم مولی آن ۶۰۸٫۷۲۳۳ g/mol می‌باشد. 